# Sarcophaga javi
Sarcophaga javi är en tvåvingeart som beskrevs av Salem 1946. Sarcophaga javi ingår i släktet Sarcophaga och familjen köttflugor. Inga underarter finns listade i Catalogue of Life.